# Světový pohár v biatlonu 2014/2015 – Nové Město na Moravě

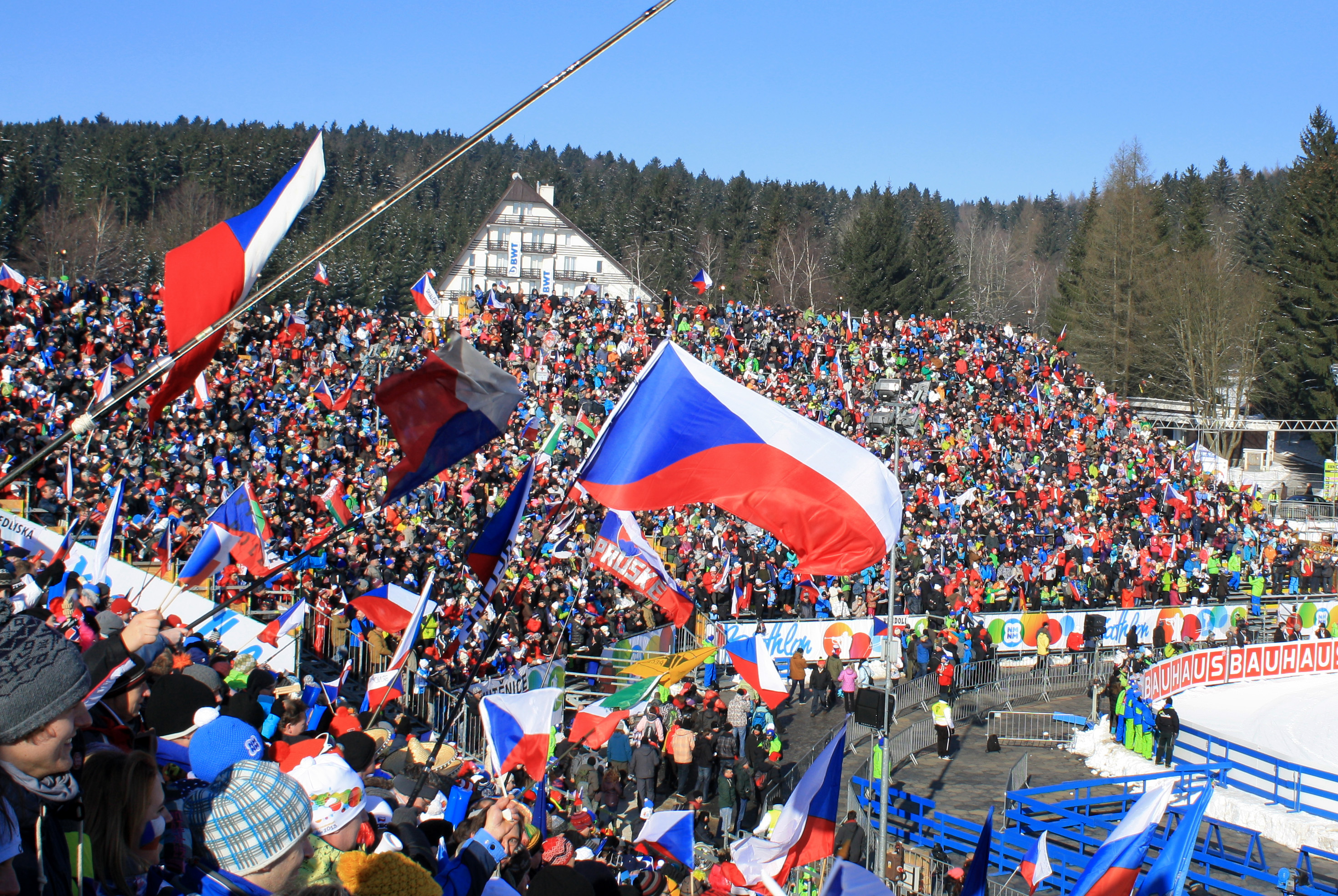
Zaplněné tribuny při závodech v Novém Městě

7. podnik Světového poháru v biatlonu v sezóně 2014/15 se konal od 6. února do 8. února 2015 v Novém Městě na Moravě. Na programu podniku byly závody ve sprintech, stíhací závody, smíšená štafeta a nově taky smíšený závod dvojic.
Nejlepších výsledků dosáhl Slovinec Jakov Fak, který zvítězil v obou závodech jednotlivců. Úspěšní byli i němečtí reprezentanti – Simon Schempp se vždy umístil druhý za Fakem a Laura Dahlmeierová získala jednu zlatou a jednu bronzovou medaili. Čeští reprezentanti obsadili první den stříbrnou pozici ve smíšené štafetě a den nato byla Veronika Vítková třetí ve sprintu.
Závodům přihlíželo celkem 100 400 diváků, což bylo podle České televize výrazně více, než při dosud nejnavštívenějších závodech v německém Oberhofu a Ruhpoldingu, kdy přišlo 65 000 fanoušků. Čeští reprezentanti podporu diváků několikrát ocenili. Podle Ondřeje Moravce i na trati povzbuzovali tak, že nebyly slyšet pokyny trenérů.

## Program závodů
Program podle oficiálních stránek.
| Datum    | Disciplína           | Začátek (SEČ) | Počet závodníků |
| -------- | -------------------- | ------------- | --------------- |
| 6. února | Smíšený závod dvojic | 15:00         | 20 dvojic       |
| 6. února | Smíšená štafeta      | 17:30         | 22 týmů         |
| 7. února | Sprint (ženy)        | 12:30         | 85              |
| 7. února | Sprint (muži)        | 15:30         | 94              |
| 8. února | Stíhací závod (ženy) | 13:00         | 53              |
| 8. února | Stíhací závod (muži) | 15:00         | 54              |

### Závod smíšených dvojic
Novinkou v Novém Městě byl závod smíšených dvojic, který se uskutečnil vůbec poprvé v rámci světového poháru. Měl jiný formát než obdobný závod smíšených dvojic, který probíhá pravidelně koncem roku ve Veltins-Areně (známé spíše jako Schalke) v německém Gelsenkirchenu pod názvem World Team Challenge.
Závod se běžel ve stejný den jako smíšené štafety. Proto v každém z těchto závodů startovali jiní reprezentanti.

#### Formát závodu
Závodů se zúčastnily národní týmy – z každého vždy jedna závodnice a jeden závodník, kteří běželi na okruhu dlouhém 1500 m. Po každém obkrouženém kole následovala střelba; výjimkou byl poslední okruh, kdy závodníci finišovali do cíle.
- Závod odstartovaly ženy hromadným startem stejně jako při štafetách. V prvním úseku běžely celkem dva okruhy, během nichž dvakrát střílely, nejdříve vleže, pak vstoje. Ihned po druhé střelbě (a případných trestných kolech) předávaly na stadionu mužům.
- Muži běželi stejnou trať jako před nimi ženy – tedy dva okruhy se střelbou: nejprve vleže, pak vestoje a ihned předávka ženám.
- Ženy (muselo jít o stejnou závodnici, která odjela první část) běžely opět dva okruhy se střelbou vleže a vstoje.
- Poslední úsek absolvovali opět stejní muži. Nejdříve běželi dva okruhy následované střelbou vleže a vstoje. Po poslední střelbě však absolvovali ještě jeden okruh, po kterém dobíhali do cíle.

Celkově běžely ženy 4 okruhy – tedy 6 km, muži 5 okruhů – tedy 7,5 km. Uběhli tak stejnou vzdálenost, jakou běží závodníci při smíšených štafetách; každý však střílel čtyři položky (2 vleže a 2 vstoje) místo obvyklých dvou (1 vleže a 1 vestoje). Z toho důvodu mělo trestné kolo poloviční délku oproti ostatním závodům – 75 metrů.

## Průběh závodů

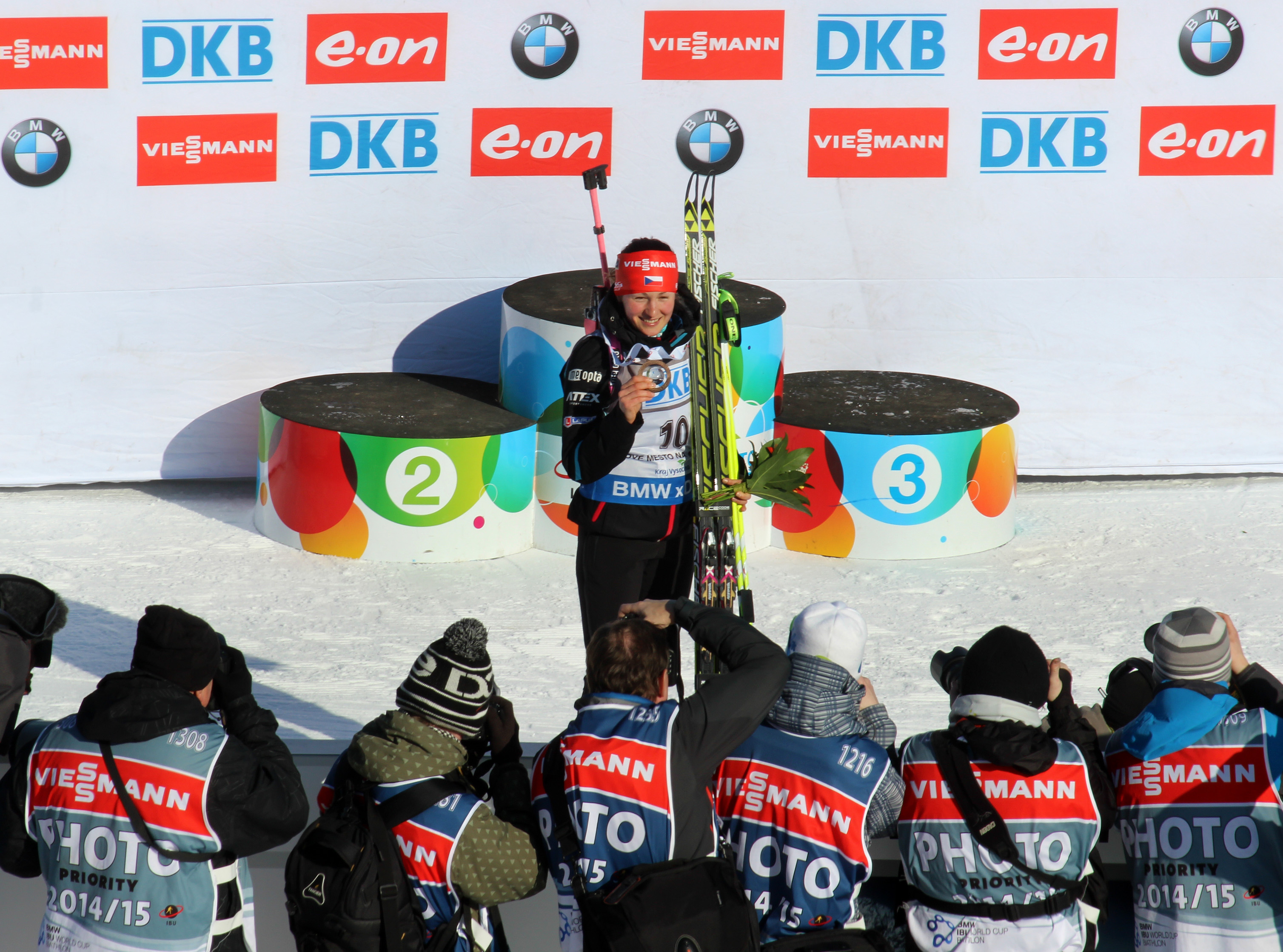
Veronika Vítková pózuje fotografům s bronzovou medailí ze sprintu

### Smíšený závod dvojic
V závodu smíšených dvojic, do kterého reprezentační šéftrenér Ondřej Rybář nasadil mladé závodníky, se Čechům nedařilo. Eva Puskarčíková celý svůj úvodní úsek zvládla a poprvé předávala Michalu Krčmářovi jen s nevelkou ztrátou na přední příčky. Ten však při své první střelbě vestoje nezareagoval správně na poryvy větru, trefil jen dvě rány z celkových osmi a musel na tři trestné okruhy. Český tým se tak propadl daleko do druhé desítky. Po střídavých výkonech v dalších částech závodu skončili čeští reprezentanti se sedmi trestnými koly (nejvíce ze všech týmů) nakonec na 13. místě. Propady ve střelbě nakonec rozhodly i o vítězi. Od třetiny závodu vedli němečtí reprezentanti, ale Erik Lesser nezvládl poslední střelbu vstoje, když podobně jako Krčmář musel obkroužit tři trestné okruhy a odsunul tak Němce mimo medailové pozice na nepopulární 4. místo. Vyrovnaným výkonem se z vítězství radovali Rusové.

### Smíšená štafeta
Neúspěch v prvním závodu si čeští reprezentanti vynahradili v podvečer ve smíšené štafetě. Veronika Vítková velmi dobře střílela a i když později přiznala, že jí ke konci docházely síly, předávala jako první Gabriele Soukalové. Ta udělala na střelnici sice dvě chyby, a i když v posledním kole běžela také pomaleji než její soupeřky, Michal Šlesingr od ní přebíral štafetu na čtvrtém místě jen s minimálním odstupem. Čeští muži v druhé polovině závodu velmi dobře běželi a většinu doby se střídali s norskými reprezentanty na první pozici. Na poslední střelbě však Tarjei Bø zastřílel velmi přesně a rychle; Ondřej Moravec s jednou chybou za ním vyběhl s 13sekundovým odstupem. I když na mezičasech svou ztrátu neustále snižoval, dojel do cíle druhý. Třetí skončila s odstupem přes minutu Ukrajina.

### Sprinty

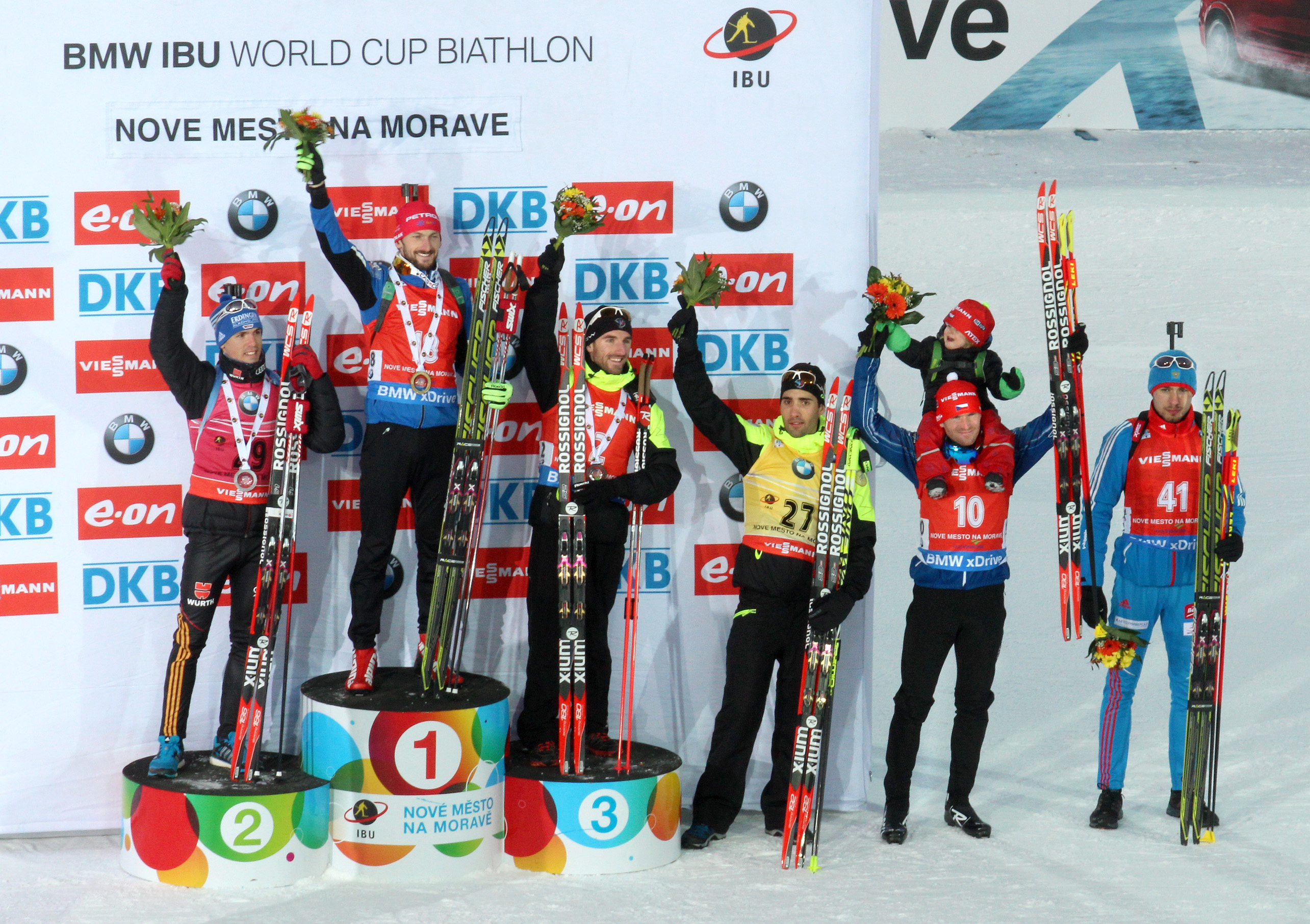
Nejlepší závodnici sprintu mužů: zleva Simon Schempp, vítězný Jakov Fak, Jean-Guillaume Béatrix, Martin Fourcade, Michal Šlesingr s dcerou a Anton Šipulin

V sobotních závodech ve sprintech získali čeští reprezentanti další medaili. Veronika Vítková hned při první ráně vleže chybovala, avšak zbytek položky zvládla čistě. Vstoje už byla bezchybná a přidala i velmi dobrý běžecký času (celkově čtvrtý). Po dojetí do cíle průběžně vedla, brzy se však před ní dostaly čistě střílející Němky Laura Dahlmeierová a Franziska Hildebrandová – Vítková tak nakonec skončila třetí. Body získaly i další české reprezentantky Gabriela Soukalová a Eva Puskarčíková, které shodně s jedním netrefeným terčem skončily na 20. respektive 23. místě.
V obdobném závodu mužů unikly Čechům stupně vítězů jen o 0,7 sekundy. Michal Šlesingr čistě střílel a také rychle běžel, díky čemuž byl po dojetí do cíle na průběžném druhém místě. Postupně se však před něj dostali další závodníci, především vítězný Slovinec Jakov Fak. Minimální ztrátu na bronzovou medaili komentoval pak Šlesingr slovy: „Byl jsem spokojenej, teď jsem naštvanej“. Naopak neuspěl celkově nejúspěšnější český reprezentant ve světovém poháru Ondřej Moravec, kterému se nepodařila střelba a umístěním na 42. místě poprvé v sezóně nezískal body do světového poháru.

### Stíhací závody
V ženském závodu si výrazně polepšila Gabriela Soukalová, která startovala z 21. pozice. První tři položky odstřílela čistě a postupně se výsledkově zlepšovala, až se po třetí střelbě (kdy využila zaváhání několika soupeřek) posunula na první místo. Komentovala to slovy: „Když jsem vyjela první, byla jsem z toho vykulená“. Při poslední střelbě, kdy silný vítr a sněžení výrazně zhoršovaly podmínky na střelnici, však udělala dvě chyby a tak z ní odjížděla třetí za nakonec vítěznou Darjou Domračevovou a druhou Kaisou Mäkäräinenovou. V závěrečném kole ji však docházely síly, čehož využily Němky Laura Dahlmeierová a Vanessa Hinzová, které českou závodnici předjely. Soukalová tak nakonec skončila pátá. Veronika Vítková se horší střelbou propadala v průběhu závodu na konec první desítky. Při poslední položce vstoje však vedle ní stojící Franziska Hildebrandová začala střílet do jejích terčů. Vítková to sice hned reklamovala, ale trvalo téměř minutu, než pořadatelé problém napravili a Vítková mohla střelbu zopakovat. I když jí rozhodčí většinu ztraceného času později odečetli, skončila až jedenáctá. Nejlepšího výsledku v kariéře dosáhla 14. místem Eva Puskarčíková.
Závod mužů nabídl dramatickou koncovku, když do té doby stále vedoucí Jakov Fak udělal první chybu v závodě až pří své poslední střele. I přesto vyjížděl do závěrečného kola na první pozici, těsně následovaný Martinem Fourcadem a Simonem Schemppem. Před posledním stoupáním na trati získal Fak malý náskok na dvojici pronásledovatelů. Němec pak tvrdě nastoupil na trochu unaveného Fourcada. Při předjíždění mu navíc stoupl na lyži, čímž ho výrazně zpomalil a dostal se před něj. Dobře jedoucího Faka však už nepředstihl. Slovinec tak zvítězil v obou závodech jednotlivců v Novém Městě. Z Čechů skončil v tomto závodu nejlépe jedenáctý Michal Šlesingr. Nedařilo se Ondřeji Moravcovi, který si oproti sprintu polepšil jen na 39. místo.

## Pořadí zemí
| Pořadí | Země      | 1. místo | 2. místo | 3. místo | Celkově |
| ------ | --------- | -------- | -------- | -------- | ------- |
| 1.     | Slovinsko | 2        | 0        | 0        | 2       |
| 2.     | Německo   | 1        | 3        | 1        | 5       |
| 3.     | Norsko    | 1        | 1        | 0        | 2       |
| 4.     | Bělorusko | 1        | 0        | 0        | 1       |
| 4.     | Rusko     | 1        | 0        | 0        | 1       |
| 6.     | Česko     | 0        | 1        | 1        | 2       |
| 7.     | Finsko    | 0        | 1        | 0        | 1       |
| 8.     | Francie   | 0        | 0        | 2        | 2       |
| 8.     | Ukrajina  | 0        | 0        | 2        | 2       |
|        | Celkem    | 6        | 6        | 6        | 18      |

## Umístění na stupních vítězů

### Muži
| Disciplína              | První místo | Výkon   | Druhé místo   | Výkon   | Třetí místo            | Výkon   |
| Sprint (10 km)          | Jakov Fak   | 24:09,9 | Simon Schempp | 24:22,7 | Jean-Guillaume Béatrix | 24:35,9 |
| Stíhací závod (12,5 km) | Jakov Fak   | 37:24,9 | Simon Schempp | 37:29,3 | Martin Fourcade        | 37:38,2 |

### Ženy
| Disciplína            | První místo        | Výkon   | Druhé místo             | Výkon   | Třetí místo        | Výkon   |
| Sprint (7,5 km)       | Laura Dahlmeierová | 21:33,4 | Franziska Hildebrandová | 21:34,4 | Veronika Vítková   | 21:47,3 |
| Stíhací závod (10 km) | Darja Domračevová  | 35:22,3 | Kaisa Mäkäräinenová     | 35:29,1 | Laura Dahlmeierová | 35:37,2 |

### Smíšené štafety
| Disciplína                        | První místo                                                          | Výkon     | Druhé místo                                                              | Výkon     | Třetí místo                                                                      | Výkon     |
| Smíšený závod dvojic (6 + 7,5 km) | Rusko Jana Romanovová Alexej Volkov                                  | 35:43,3   | Norsko Marte Olsbuová Henrik L'Abée-Lund                                 | 36:04,8   | Ukrajina Julija Džymová Artem Tyščenko                                           | 36:07,9   |
| Smíšená štafeta (2x6 + 2x7,5 km)  | Norsko Fanny Hornová Tiril Eckhoffová Johannes Thingnes Bø Tarjei Bø | 1:12:49,2 | Česko Veronika Vítková Gabriela Soukalová Michal Šlesingr Ondřej Moravec | 1:12:53,3 | Ukrajina Iryna Varvynecová Valentyna Semerenková Dmytro Pidrušnyj Serhij Semenov | 1:14:10,5 |